# 娘子漢大丈夫
是一部2009年美國喜劇/劇情片，由格連·費加拉及約翰·雷卡執導，占·基利及伊雲·麥葵格等主演。
電影以史提芬·羅素的真人真事為藍本，改編自史提夫·麥維卡的傳記《I Love You Phillip Morris: A True Story of Life, Love, and Prison Breaks》，描述詐騙犯史提芬·羅素在監獄裡遇上菲立·摩里斯而墜入愛河的故事。

## 演員
- 金·凯瑞 飾 史提芬·傑·羅素（英语：Steven Jay Russell）（Steven Russell）
- 伊雲·麥葵格 飾 菲立·摩里斯（Phillip Morris）
- 莱斯利·曼恩 飾 戴琵·羅素（Debbie Russell）
- 羅德里格·桑托羅 飾 占美·金寶（Jimmy Kemple）

## 外部連結
- 備檔的官方網站
- 互联网电影数据库（IMDb）上《娘子漢大丈夫》的资料（英文）